# Roma (2018)
Roma ist ein mexikanisches Filmdrama von Alfonso Cuarón, das am 30. August 2018 im Rahmen der Filmfestspiele von Venedig seine Weltpremiere feierte. In dem in Mexiko-Stadt spielenden Film sind Marina de Tavira als Mutter von fünf Kindern und Yalitza Aparicio als deren Kindermädchen zu sehen. 
Im Rahmen der Golden Globe Awards 2019 wurde der Schwarzweißfilm als bester fremdsprachiger Film ausgezeichnet, zudem Cuarón für die beste Regie. Bei der Oscarverleihung 2019 war Roma neben The Favourite – Intrigen und Irrsinn Favorit mit je zehn Oscarnominierungen, darunter bei beiden die für den besten Film und die beste Regie. Letztlich gewann der Film drei Oscars in den Kategorien beste Regie, bester fremdsprachiger Film und beste Kamera.

## Handlung
Mexiko-Stadt, 1970: Die junge Mixtekin Cleo arbeitet als Kindermädchen und Haushälterin für eine siebenköpfige Familie im Stadtteil Roma. Die Kinder – die Söhne Toño, Paco und Pepe und die Tochter Sofi – lieben Cleo, und sie kümmert sich um die vier. Zusammen mit einer Kollegin putzt, kocht und wäscht Cleo für die Mittelstandsfamilie, wie viele junge Frauen in der Nachbarschaft, und kümmert sich auch um deren Hund Borras. Beim abendlichen Fernsehen bedient Cleo die Familie.
Die junge Mixtekin beginnt ihre erste Beziehung mit Fermín, der in den Slums groß wurde und sich für asiatische Kampfkunst begeistert. Als Cleo ihm bei einem gemeinsamen Kinobesuch erzählt, dass sie womöglich schwanger ist, verlässt er unter einem Vorwand den Saal und verschwindet von der Bildfläche. Als sie ihrer Arbeitgeberin Sofía von der Sache erzählt, befürchtet Cleo, ihren Job zu verlieren, doch diese stellt sich hinter sie und geht mit ihr zu einer Ärztin.
Sofia muss mit einer längeren Abwesenheit ihres Mannes zurechtkommen, der in Québec eine Konferenz besuchen will. Über Weihnachten und Neujahr fahren sie ohne den Vater zu Verwandten aufs Land, nehmen jedoch Cleo mit. Als sie einige Tage später den Aufenthaltsort von Fermín herausgefunden hat in einem Slum am Stadtrand, sieht sie, wie er an einem Stockkampftraining inmitten einer militärisch aufgereihten Hundertschaft junger Männer teilnimmt. Als die hochschwangere Frau vor ihm steht, droht er ihr, das Kind aus ihr herauszuprügeln, sollte sie weiter behaupten, er sei der Vater. Auch Sofia muss ihr Familienleben ohne Partner meistern, denn ihr Mann befindet sich nicht in Kanada, sondern hat sie und die Kinder verlassen.
Als Cleo mit der Mutter Sofias in der Stadt ein Kinderbett kaufen will, werden protestierende Studenten auf der Straße von zivil gekleideten paramilitärischen Einheiten angegriffen. Ein Paar flieht in das Möbelhaus und wird von einer paramilitärischen Gruppe verfolgt, der auch Fermín angehört. Der Mann wird vor den Augen Cleos erschossen. Cleos Fruchtblase platzt. Wegen eines Staus verzögert sich die Fahrt ins Krankenhaus. Bei der Geburt kommt es zu Komplikationen. Das Baby wird tot geboren, und nach vergeblichen Wiederbelebungsmaßnahmen bleibt Cleo nur noch ein kurzer Abschied von ihrer Tochter.
Nachdem Sofía den Ford Galaxie ihres Mannes verkauft hat, will sie mit den Kindern für ein paar Tage ans Meer fahren; es ist die letzte Gelegenheit, das geräumige Familienauto noch einmal zu nutzen. Auch Cleo, die in einen Zustand der Trauer verfällt, soll sie begleiten und auf andere Gedanken kommen. Sie fahren nach Tuxpan, und dort erzählt Sofía ihren Kindern beim Essen, dass sich ihr Vater nicht auf einer Konferenz in Kanada befindet, sondern sie verlassen hat. Trotz mehrfacher Versuche der Mutter, die Kinder zu trösten, sind diese traurig.
Am Strand gehen Sofi und Paco ins Wasser. Als Cleo sieht, dass die Kinder es nicht aus eigener Kraft zurück schaffen, läuft sie ins Meer, um sie zu retten, obwohl sie nicht schwimmen kann. Dankbar nehmen Sofía und ihre Kinder Cleo in den Arm. In diesem Moment sagt sie, dass sie ihr totgeborenes Kind nicht haben wollte. Bei ihrer Rückkehr in die Stadt finden sie das Haus völlig verändert vor. Sofía plant, wieder ganztags berufstätig zu werden, um die Familie über Wasser halten zu können, da ihr Mann sie finanziell nicht mehr unterstützt. Auch Cleo bleibt bei der Familie.

## Hintergrund

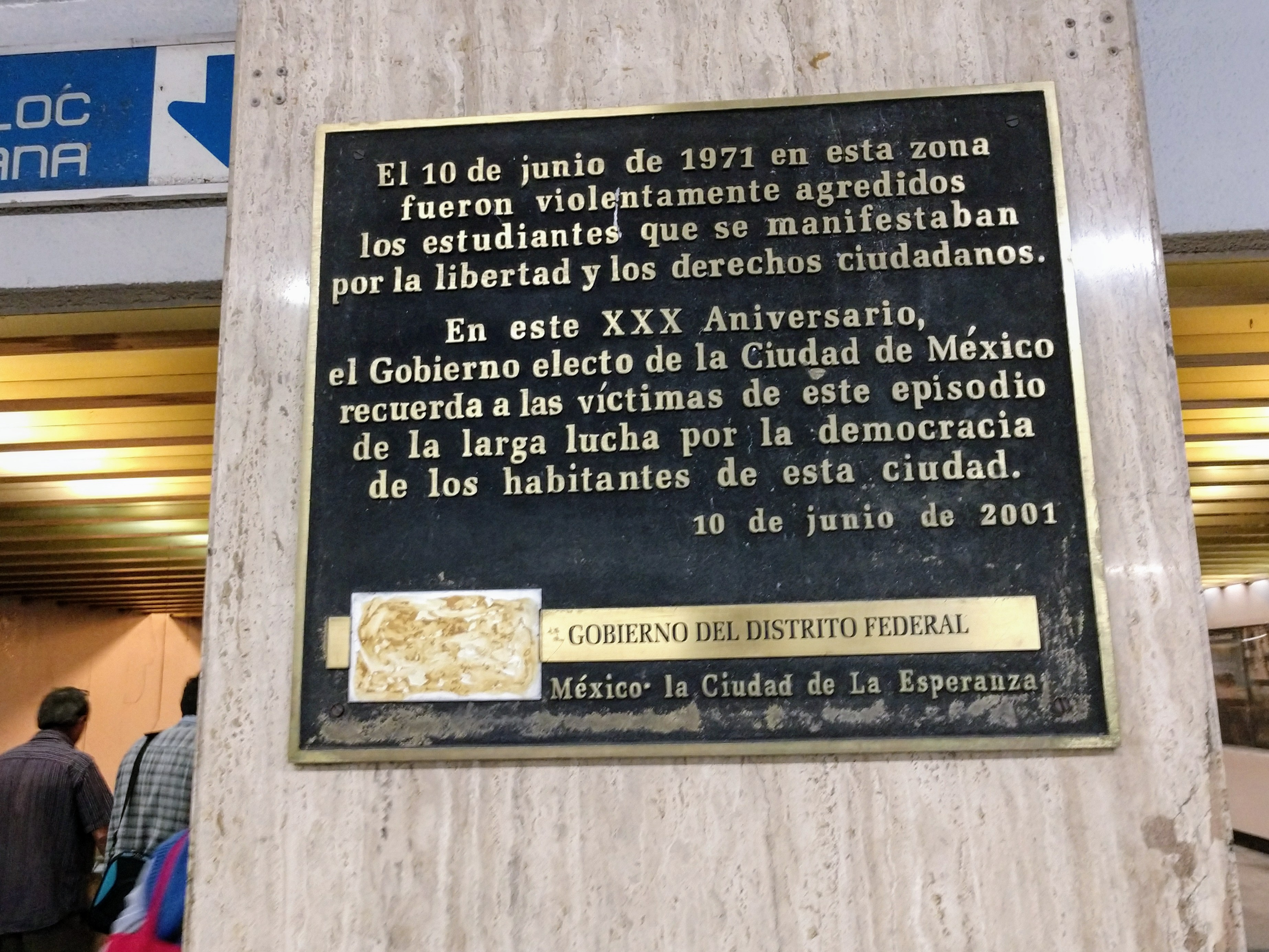
Heute erinnert in Mexiko eine Mahntafel an das Fronleichnam-Massaker

Eine Hintergrundgeschichte, die im Rahmen des Films erzählt wird, ist die des Fronleichnam-Massakers im Jahr 1971, bei dem Dutzende demonstrierende Studenten von einer paramilitärischen Gruppe namens Los Halcones getötet wurden. Das Massaker fand zur Zeit von Mexikos „Guerra Sucia“ (schmutzigem Krieg) statt, der bis Anfang der 1980er-Jahre andauerte. Das Verschwindenlassen, die Ermordung und Folterung von Tausenden Linken, militanten Arbeitern und Bauern ist bis heute ein Kapitel der mexikanischen Geschichte, das nicht vergessen wurde. Alfonso Cuarón, der mexikanische Regisseur des Films, war zur Zeit des Massakers neun Jahre alt.
Vertreter von Menschenrechtsorganisationen und der „Sonderstaatsanwaltschaft für soziale und politische Bewegungen der Vergangenheit“ (Femossp) in Mexiko hatten sich im Jahr 2005 empört, als eine Richterin den Antrag auf Haftbefehl wegen Völkermords im Jahr 1971 ablehnte. Die letzte juristische Möglichkeit im Inland, den ehemaligen Präsidenten Luis Echeverría Álvarez für seine Verantwortung beim Massaker an oppositionellen Studenten am 10. Juni 1971 zur Rechenschaft zu ziehen, war damit ausgeschöpft, und Echeverría blieb auf freiem Fuß. Ein Jahr später, am 30. Juni 2006, wurde Echeverría als Hauptverantwortlicher für das Massaker von Tlatelolco (Matanza de Tlatelolco) verhaftet. Allerdings wurde das Verfahren bereits Anfang Juli 2006 wegen eingetretener Verjährung eingestellt. Bei dem weitaus blutigeren Massaker in Tlatelolco wurden am 2. Oktober 1968 einige hundert Studenten der UNAM, der Universität von Mexiko-Stadt, getötet. Die Studentenproteste waren von der mexikanischen Regierung mit brutaler Gewalt und dem Einsatz von Maschinengewehren niedergeschlagen worden, nur um zehn Tage später ungestört eine „Olympiade des Friedens“ feiern zu können.

## Produktion

### Stab und Biografisches
„[…] das Fronleichnam-Massaker hat definitiv eine Narbe im kollektiven Bewusstsein der mexikanischen Gesellschaft hinterlassen. Mexiko ist ein Land mit vielen Brüchen und Traumata, aber dieses Massaker war sehr prägend.“

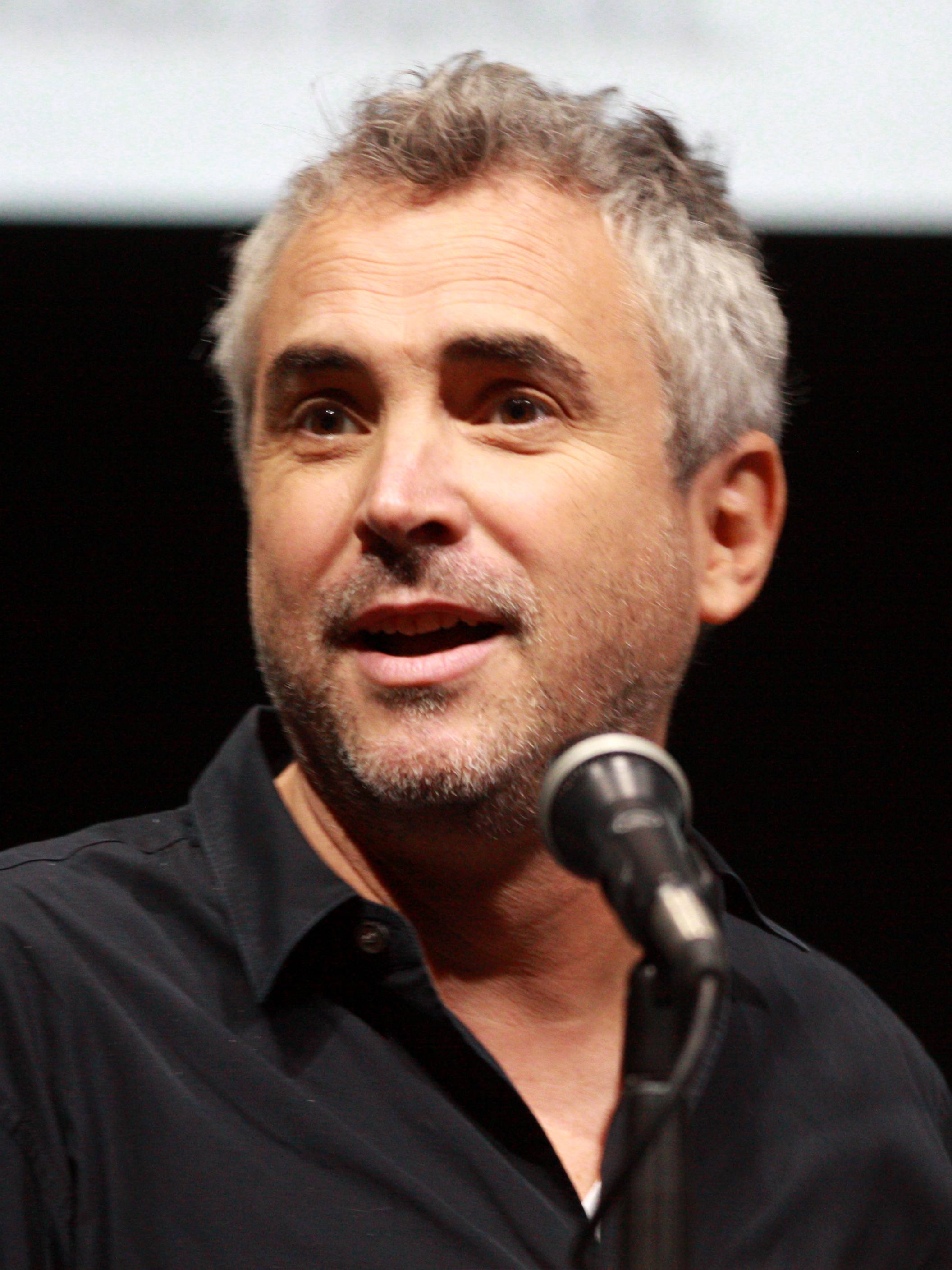
Regie führte Alfonso Cuarón

Es handelt sich bei Roma um Alfonso Cuaróns ersten in Mexiko angesiedelten Film seit seinem Durchbruch mit Y Tu Mamá También – Lust for Life. Vier Jahre zuvor war Cuarón für Gravity mit einem Oscar für die beste Regie ausgezeichnet worden.
Der Titel des Films bezieht sich auf den gleichnamigen Stadtteil von Mexiko-Stadt. Die Geschichte des Films ist autobiografisch geprägt. Der Regisseur sagte der Presse Anfang 2017, nachdem die Produktion abgeschlossen war: „Mit diesem speziellen Projekt in mein Land zurückzukehren, war etwas sehr Persönliches, weil wir in den 70er Jahren einen Film mit vielen Elementen und Erfahrungen aus meiner Kindheit gedreht hatten.“ Er habe damit einen Film realisiert, den er schon immer mit diesen ihm zur Verfügung stehenden Mitteln zu drehen geträumt hatte, so Cuarón. Weiter sagte Cuarón: „Ich kann im Ausland leben, aber ich denke immer noch mexikanisch. Ich bin sehr mit der Vergangenheit in meinem Land verbunden.“
Eva-Christina Meier von der taz erklärt, ähnlich wie der mexikanische Schriftsteller und Drehbuchautor Guillermo Arriaga, der in seinem Roman Der Wilde aus der Perspektive eines Heranwachsenden den Beginn paramilitärischer Organisierung in Mexiko in den frühen 1970ern beschreibt, blicke auch Cuarón in Roma auf diesen historischen Moment zurück, der einen gesellschaftlichen Wendepunkt markiert.
Der Film ist auch eine Hommage an das stille Wirken der Hausmädchen, die auch Cuaróns Kindheit geprägt haben, vor allem an Liboria „Libo“ Rodríguez, das Dienstmädchen der Familie.

### Besetzung, Dreharbeiten und Ausstattung
Marina de Tavira, die einzige ausgebildete Schauspielerin in der Besetzung, übernahm die Rolle von Sofía, Señora Antonio. Fernando Gradiaga spielt ihren Ehemann Dr. Antonio. Die Rolle ihres Kindermädchens Cleo wurde mit Yalitza Aparicio besetzt. In weiteren Rollen sind Nancy García García, Daniela Demesa und Marco Graf zu sehen.
Cuarón erklärte, 90 Prozent der Szenen in Roma entstammten seinen eigenen Erinnerungen: „Ich reproduzierte das Zuhause meiner Kindheit, ich trug sogar einen Großteil der originalen Möbel zusammen, ich castete die Schauspieler so, dass sie so gut wie identisch mit meiner Familie zu Beginn der Siebzigerjahre wirken - bis hin zur Hauptfigur des Films, dem Kindermädchen Cleo. Wir drehten auch an den Originalschauplätzen, transformierten also das heutige Mexiko-Stadt in die Vergangenheit. Ich habe sogar genau dieselben Automodelle in die Straße parken lassen, die zu jener Zeit dort immer standen.“
Zu den realen Drehorten, die modifiziert wurden, gehören die Calzada Mexico-Tacuba, wo das sogenannte Fronleichnams-Massaker stattfand, ein Möbelgeschäft, das wiederaufgebaut wurde, und leerstehende Räumlichkeiten eines Klinikums, in dem eine Etage für die Krankenhausszenen wiederhergestellt wurde. Bei den Dreharbeiten in der Calle de Tepeji zeigen die Außenaufnahmen nicht das Haus mit der Nummer 21, in dem Cuarón mit seiner Mutter, seinen drei Brüdern und der Mixtekin Libo lebte, sondern das gegenüberliegende Haus, wo es bessere Lichtverhältnisse gab. Für die Innenaufnahmen des Hauses, in dem Cuarón aufwuchs, stand ein Haus in der Nähe von Narvarte zur Verfügung, das abgerissen werden sollte. Dieses wurde mit beweglichen Wänden versehen. Es stellte sich heraus, dass die Fliesen im Innenhof des Elternhauses – man sieht die Fliesen anfangs im Vorspann – aus den 30er Jahren stammten. Für den Filmset mussten sie neu hergestellt werden.
Das Panorama, das sich über den Dächern Romas zeigt, wurde mit CGI nachgebildet, da sich die Stadtlandschaft gegenüber den 1970er Jahren stark verändert hatte. Cuarón und der Kameramann Galo Olivares drehten den Film in Schwarz-Weiß mit der digitalen Alexa 65 von Arri. Die Herausforderung beim Drehen war – wie auch zu Zeiten des Schwarzweißfilms –, die Farben des Szenenbildes so abzustimmen, dass später im Schwarzweissbild eindrückliche Grauschattierungen entstanden.
Der Szenenbildner Eugenio Caballero verwendete außerdem Materialien mit einer „kräftigen Textur“. Die visuellen Effekte wurden von MPC realisiert. Da sich das Straßenbild in Mexiko-Stadt seit den Siebzigern – auch durch das Erdbeben von 1985 bedingt – stark verändert hatte, mussten per CGI nahtlos die Gebäude und Fassaden der 1970er in die real gedrehten Straßenzüge der Gegenwart eingefügt werden.
Die Filmkritikerin Antje Wessels schreibt zu dem Ergebnis, Cuarón nutze den Platz vor der Kamera optimal aus, erzähle auf verschiedenen Ebenen und zeitweise ganze Handlungsstränge binnen einer einzelnen 360-Grad-Wendung, die auch von den Schauspielern regelrechte Performance-Choreographien erfordere, in denen jeder Schritt, jeder Blick und jede Handlung ganz genau geplant sind. So bewegt sich die Kamera oft schon zuvor an eine Stelle im Raum, an der die Personen kurz später auftauchen.
Am 14. März 2017 wurden die Dreharbeiten abgeschlossen. Alfonso Cuarón bedankte sich bei den Behörden besonders dafür, dass er an den Originalschauplätzen der Gräueltaten drehen durfte und dass für die Dreharbeiten ganze Hauptstraßen gesperrt wurden. Die Stadtverwaltung von Mexiko-Stadt hatte dem Filmemacher erlaubt, mehrere Hauptstraßen in der Stadt für Schlüsselszenen abzusperren.

### Sounddesign und Synchronisation
Für das Sounddesign arbeitete Cuarón mit dem ebenfalls aus Mexiko-Stadt stammenden Sergio Díaz zusammen. Zu dem Soundteam des Films gehörten zudem der für einen Oscar nominierte José Antonio García und als Re-Recording-Mixer der zweifache Primetime-Emmy-Gewinner Craig Henighan und Skip Lievsay, der ebenfalls für das Sounddesign zuständig war und mit Cuarón bereits für Y Tu Mamá También und Gravity zusammengearbeitet hatte, für den er 2014 mit einem Oscar ausgezeichnet wurde. Eric Kohn von IndieWire meint, die Raffinesse des Dolby-Atmos-Sounddesigns sei, dass dieses zu immersiven Umgebungen führe, die das Leben von Cleo in einer vielbeschäftigten Welt betonen, und bei mehr als einer Gelegenheit baue sich dieser Effekt zu apokalyptischen Extremen auf. Eva-Christina Meier von der taz schreibt über das Sounddesign: „Das Scheuern der Steinfliesen, die Geräusche der Straße oder die Musik aus dem Kofferradio – jede Szene wirkt dank der von Cuarón verwendeten dreidimensionalen Soundtechnik unmittelbar und klanglich definiert.“ Am 14. Dezember 2018 veröffentlichte Sony Masterworks ein Begleitalbum mit 19 Musikstücken, die von Cuarón, Lynn Fainchtein und Randall Poster ausgesucht wurden.
Die deutsche Synchronisation entstand nach der Dialogregie von Sabine Falkenberg und einem Dialogbuch von Lioba Schmid im Auftrag der VSI Synchron GmbH, Berlin.
| Darsteller                       | Synchronsprecher   | Rolle       |
| -------------------------------- | ------------------ | ----------- |
| Yalitza Aparicio                 | Emily Gilbert      | Cleo        |
| Marina de Tavira                 | Anna Grisebach     | Sra. Sofía  |
| Fernando Grediaga                | Armin Schlagwein   | Dr. Antonio |
| Daniela Demesa                   | Marlene Schick     | Sofi        |
| Diego Cortina Autrey             | Oskar Hansch       | Toño        |
| Carlos Peralta                   | Jaron Müller       | Paco        |
| Marco Graf                       | Toni Wegewitz      | Pepe        |
| Zarela Lizbeth Chinolla Arellano | Bianca Karsten     | Dr. Velez   |
| Jorge Antonio Guerrero           | Raúl Richter       | Fermín      |
| Nancy García García              | Marie-Isabel Walke | Adela       |
| Clementina Guadarrama            | Ilka Teichmüller   | Benita      |
| Latin Lover                      | Christoph Banken   | Prof. Zovek |
| José Manuel Guerrero Mendoza     | Nick Forsberg      | Ramón       |
| Verónica García                  | Bea Tober          | Sra. Teresa |

### Marketing, Veröffentlichung und Album
Mitte August 2018 wurde ein erster Teaser vorgestellt. Der Film wurde am 30. August 2018 im Rahmen der Filmfestspiele von Venedig uraufgeführt, wo er im Hauptwettbewerb gezeigt und mit dem Goldenen Löwen ausgezeichnet wurde. Im September 2018 feierte er beim Toronto International Film Festival seine internationale Premiere. Im Herbst 2018 wurde er beim Zurich Film Festival, Ende September 2018 beim Filmfest Hamburg und im Oktober 2018 beim New York Film Festival in der Selektion Centerpiece und bei der Viennale. Anfang November 2018 erfolgte eine Vorstellung beim Tokyo International Film Festival. Mitte November 2018 stellte Netflix einen ersten deutschen Trailer vor. Ab 21. November 2018 wurde der Film in ausgewählten Kinos in New York, Los Angeles und Mexiko gezeigt. Am 29. November 2018 folgten weitere Kinostarts in anderen US-Städten sowie in London, am 7. Dezember 2018 dann auch in weiteren Städten außerhalb der USA. Ab 6. Dezember 2018 wurde er in einigen deutschen Städten gezeigt. Im November 2018 kündigte CineStar an, den Film zwischen dem 6. und 12. Dezember 2018 in der spanischen Originalfassung mit deutschen beziehungsweise englischen Untertiteln ins Programm zu nehmen. Der Film wurde auch in Österreich gezeigt, so in Wien, Graz, Salzburg und Linz. Am 14. Dezember 2018 wurde er in das Programm von Netflix aufgenommen, wenn auch ohne deutsche Synchronisation. Auch die Zahl der Kinos, in denen der Film gezeigt wird, wurde um diesen Zeitpunkt herum erhöht, in den USA auf 100 und weltweit in mehr als 40 Ländern auf über 500 Kinos.
Über die Zusammenarbeit mit Netflix sagte Cuarón, bei einem Streamingdienst habe der Zuschauer einen dauerhaften Zugriff: „Natürlich möchte ich Roma dem Publikum, das sich für den Film interessiert, am liebsten unter den besten Konditionen präsentieren, und das ist natürlich ein Kino mit großer Leinwand und einer Tonanlage, die unser atmosphärisches Sounddesign reproduzieren kann.“ Er wisse aber auch, dass sich Menschen heute nicht mehr so sehr für Kino interessieren oder schlicht keine Zeit haben, ins Kino zu gehen, so Cuarón weiter.
Am 8. Januar 2019 wurde das Album Music Inspired by the Film Roma veröffentlicht. Cuarón hatte hierfür nach Beendigung der Dreharbeiten einige seiner Lieblingskünstler gebeten, vom Film inspirierte Lieder zu komponieren. Unter den so entstanden Musikstücken befinden sich Wing von Patti Smith, Tarantula von Beck und When I was Older von Billie Eilish.

## Rezeption

### Altersfreigabe
In Deutschland wurde er von der FSK ab 12 Jahren freigegeben. In der Freigabebegründung heißt es: „Der Film ist in einem beinahe dokumentarischen Stil inszeniert und zeigt das liebevolle Miteinander der Figuren. Zu den dramatischen Situationen gehören eine tragisch endende Geburt und eine Studentenrevolte, bei der ein Demonstrant erschossen wird. Diese und ähnliche Szenen bewegen sich jedoch in einem Rahmen, der Kinder ab 12 Jahren weder ängstigt, noch anderweitig beeinträchtigt.“

### Kritiken
Der Film stieß bislang auf die Zustimmung von 96 Prozent der Kritiker bei Rotten Tomatoes und erreichte hierbei eine durchschnittliche Bewertung von 8,9 der möglichen 10 Punkte. Zudem ging der Film aus den 20th Annual Golden Tomato Awards in der Kategorie Best-Reviewed Foreign-Language-Movies 2018 als Sieger hervor und ebenso in der Kategorie Best Movies 2018: Limited Release. Bei Metacritic erhielt der Film einen Metascore von 96 von 100 möglichen Punkten.
Nach einer ersten Vorführung in Venedig meinte Glenn Kenny, ein Kritiker, der bei RogerEbert.com veröffentlicht, der Film funktioniere sowohl als ein persönliches Statement als auch als ein philosophischer Liebesbrief eines Humanisten an das Leben selbst.
Todd McCarthy von The Hollywood Reporter erklärt, der Film basiere auf Situationen und nicht auf der Handlung, und gesegnet mit einer außergewöhnlich scharfen Sensibilität für die alltäglichen Dinge des Lebens, sei Roma ein Erinnerungsfilm von ungewöhnlicher Schönheit geworden, der den Hintergrund in den Vordergrund rückt. Alfonso Cuaróns langatmiges, autobiographisch inspiriertes Drama rekonstruiere impressionistisch dieses Viertel in Mexiko-Stadt von 1970 bis 1971, konzentriere sich aber weniger auf die Kinder als auf das manchmal verwirrende Verhalten der Erwachsenen um sie herum, und das in den herrlichsten Schwarz-Weiß-Bildern, die man je gesehen hat, so McCarthy. Dabei zeige er das Ganze aus einer allwissenden, tolstoiesken Perspektive, die selbst die traumatischsten Ereignisse mit einer fast heiteren Standhaftigkeit betrachte, so McCarthy. Die monochromen Bilder riefen dabei Momente kristallklarer Lebendigkeit hervor, wobei Cuarón erst zum zweiten Mal in seinem Leben ohne seinen Kameramann Emmanuel Lubezki gearbeitet habe. Wenn es dem Film an etwas fehle, so McCarthy, sei es die Individualisierung der Kinder der Familie, da sie immer damit beschäftigt seien, dies oder jenes zu tun und dies meist in Gruppen, ohne sich dabei eindeutig herauszuheben. Den emotionalen „Ground Zero“ des Films habe Cuarón durch die Figur von Cleo in Roma eingebracht, die McCarthy als jemanden beschreibt, der scheinbar dazu bestimmt ist, unbemerkt und unbeachtet durch das Leben zu gehen.

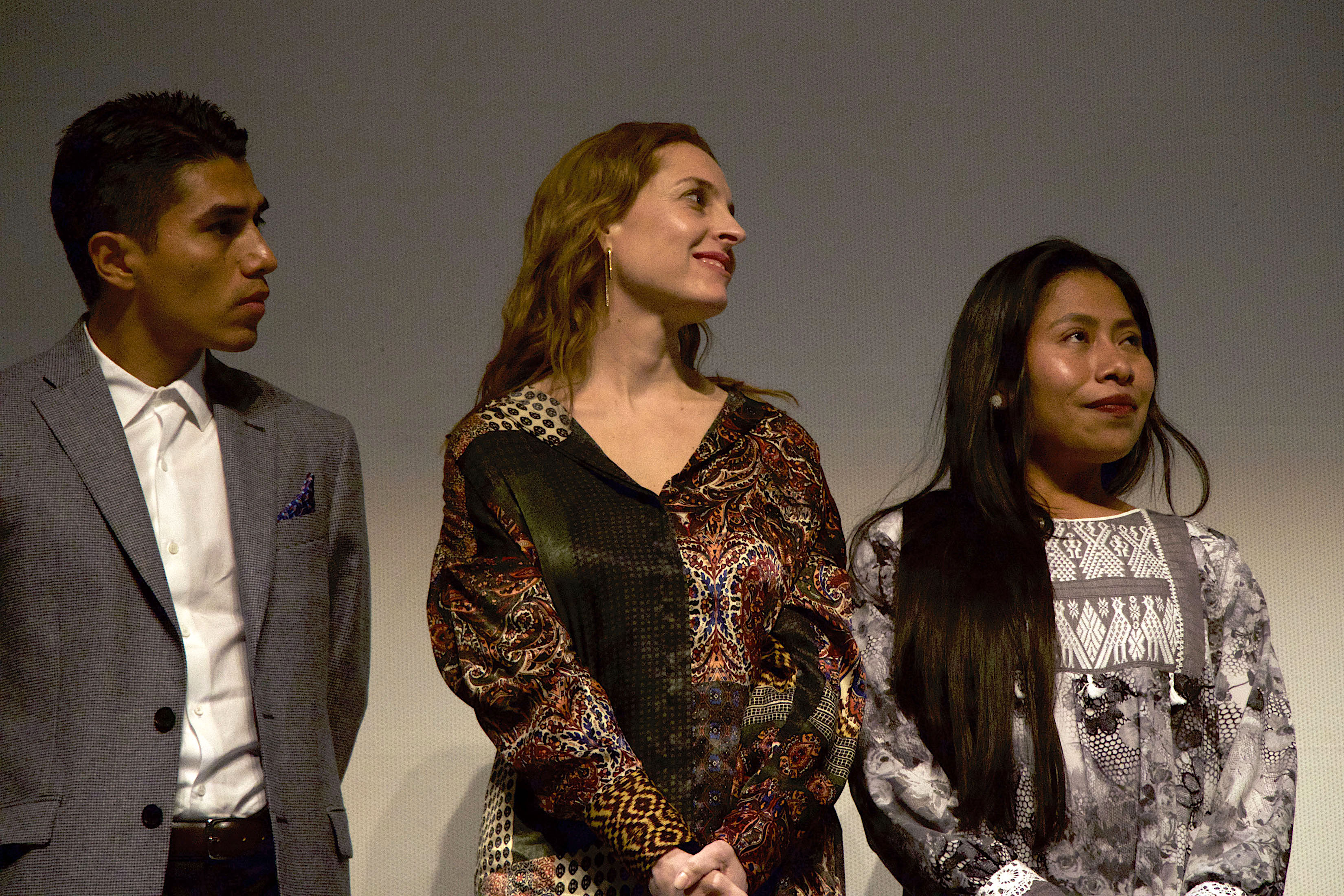
Jorge Antonio Guerrero und seine Schauspielkolleginnen Marina de Tavira und Yalitza Aparicio bei einer Vorstellung des Films im Teatro de la Ciudad Esperanza Iris im Dezember 2018

Annett Scheffel von der Süddeutschen Zeitung erklärt, die Familie werde vor allem von der Hausherrin Sofía und dem indigenen Hausmädchen Cleo zusammengehalten: „Zwei Frauen, getrennt durch Klassenunterschiede, aber verbunden in der liebevollen Bemühung um die Kinder und dem Stoizismus, mit dem sie durch den Tag gehen.“ Yalitza Aparicio spiele das Hausmädchen in ihrer ersten Filmrolle mit einer berührenden Mischung aus Untergebenheit und Wärme, so Scheffel weiter.
Christiane Peitz schreibt im Tagesspiegel über die eigentliche Protagonistin, die Laiendarstellerin Yalitza Aparicio, die tatsächlich vom Dorf kommt, sei das stille Gravitätszentrum von Roma, und sie strahle in ihrer Rolle eine innere Würde aus, die der von Marina de Tavira gespielten Sofia abgehe.
Peter Travers von Rolling Stone erklärt, Aparicio spiele das Kindermädchen Cleo als das ruhige Auge eines Sturms und halte die Familie zusammen, auch wenn ihr eigenes Leben in Stücke zu gehen droht. Die Schauspielerin sei großartig und bewegend in ihrer Stille und unvergesslich.
Thomas Schultze von Blickpunkt:Film meint, Roma sei ein ganz nach Cuaróns Vorstellungen realisiertes Werk, das ihn auf der Höhe seines Könnens und in hundertprozentiger Kontrolle aller Gestaltungsmittel zeigt. Man sei einfach nur dabei, wie sich in langen, sanften Einstellungen Alltag entfaltet. In zahllosen virtuosen Kamerafahrten begleite man die Frauen und Kinder Straßenzüge entlang, was sich so realistisch und echt anfühle, wie man es sich nur wünschen kann, so Schultze.

### Kritik an der Untertitelung
Die französische Association des traducteurs/adaptateurs de l’audiovisuel (ATAA) kritisierte Netflix dafür, den Film durch die französischsprachige Untertitelung wie eine Tragikomödie erscheinen zu lassen. Die oft fehlübersetzten Untertitel würden dabei zwischen modernem Slang und der Sprache aus dem 19. Jahrhundert wechseln, zum Teil Verben sowie Artikel vermissen lassen und wie eine wortwörtliche, von einer Maschine erzeugte Übersetzung wirken. Da dem Film Marketingkosten von rund 25 Millionen US-Dollar zur Verfügung standen, sei es für die ATAA nicht nachvollziehbar, wieso Netflix nicht wenige Tausend US-Dollar für eine ordentliche Übersetzung investiere.

### Einsatz im Unterricht
Das Onlineportal kinofenster.de empfiehlt den Film für die Unterrichtsfächer Spanisch, Deutsch, Kunst, Ethik und Sozialkunde/Gemeinschaftskunde und bietet Materialien zum Film für den Unterricht. Dort schreibt Jan-Philipp Kohlmann, die kontrastarme, digitale Schwarz-Weiß-Fotografie des Films betone gerade die Zeitlosigkeit seiner sozialen Fragen. So biete Roma vor allem viel Stoff für eine filmästhetische Analyse: „Die Exposition, die innere Montage in den Plansequenzen, der Realismus als filmischer Stil, die Tongestaltung sowie die monochrome Bildgestaltung eignen sich hierfür besonders. Letzteres kann im Kunstunterricht auch praktisch umgesetzt werden, indem die Schüler/-innen zum Beispiel eine eigene Kindheitserinnerung in einer Schwarz-Weiß-Fotografie arrangieren.“

### Auszeichnungen (Auswahl)
Der Film wurde bei der Oscarverleihung 2019 als Kandidat für Mexiko in der Kategorie Bester fremdsprachiger Film eingereicht und später von der Academy of Motion Picture Arts and Sciences in eine Shortlist aufgenommen. Im Folgenden eine Auswahl von Auszeichnungen und Nominierungen:
American Society of Cinematographers Awards 2019
- Nominierung für die Beste Kamera (Alfonso Cuarón)[53]

Art Directors Guild Awards 2019
- Nominierung in der Kategorie Period Film (Eugenio Caballero)[54]

British Academy Film Awards 2019
- Auszeichnung als Bester Film (Alfonso Cuarón und Gabriela Rodríguez)
- Auszeichnung für die Beste Regie (Alfonso Cuarón)
- Auszeichnung für die Beste Kamera (Alfonso Cuarón)

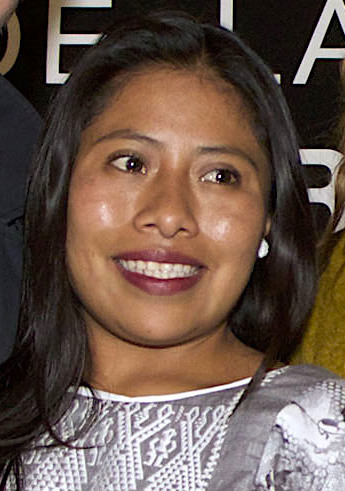
Yalitza Aparicio bei einer Vorstellung des Films im Dezember 2018

- Auszeichnung als Bester fremdsprachiger Film (Alfonso Cuarón und Gabriela Rodríguez)
- Nominierung für das Beste Originaldrehbuch (Alfonso Cuarón)
- Nominierung für das Beste Szenenbild (Eugenio Caballero und Bárbara Enríquez)
- Nominierung für den Besten Schnitt (Alfonso Cuarón und Adam Gough)

British Independent Film Awards 2018
- Auszeichnung als Bester internationaler Independent-Film (Alfonso Cuarón, Nicolás Celis und Gabriela Rodríguez)[55]

Critics’ Choice Movie Awards 2019
- Auszeichnung als Bester Film
- Auszeichnung als Bester fremdsprachiger Film
- Auszeichnung für die Beste Regie (Alfonso Cuarón)
- Nominierung für das Beste Drehbuch (Alfonso Cuarón)
- Auszeichnung für die Beste Kamera (Alfonso Cuarón)
- Nominierung als Beste Hauptdarstellerin (Yalitza Aparicio)
- Nominierung für die Beste Ausstattung (Eugenio Caballero und Bárbara Enríquez)
- Nominierung für den Besten Schnitt (Alfonso Cuarón und Adam Gough)[56]

Directors Guild of America Awards 2019
- Auszeichnung als Bester Spielefilm (Alfonso Cuarón)[57]

Eddie Awards 2019
- Nominierung in der Kategorie Bester Filmschnitt – Drama (Alfonso Cuarón und Adam Gough)[58]

Festival Internacional de Cine de San Sebastián 2018
- Nominierung für den Publikumspreis
- Nominierung in der Sektion Perlak[59][60]

Golden Globe Awards 2019
- Auszeichnung als Bester fremdsprachiger Film
- Auszeichnung für die Beste Regie (Alfonso Cuarón)
- Nominierung für das Beste Drehbuch (Alfonso Cuarón)[61]

Gotham Awards 2018
- Nominierung als Beste Nachwuchsschauspielerin (Yalitza Aparicio)[62]

Goya 2019
- Auszeichnung in der Kategorie Bester iberoamerikanischer Film[63]

Hollywood Music in Media Awards 2018
- Nominierung Outstanding Music Supervision – Film (Lynn Fainchtein)[64]

Independent Spirit Awards 2019
- Auszeichnung als Bester internationaler Film (Alfonso Cuarón)[65]

Internationale Filmfestspiele von Venedig 2018
- Auszeichnung mit dem Goldenen Löwen (Alfonso Cuarón)
- Auszeichnung mit dem SIGNIS Award[66]

Los Angeles Film Critics Association Awards 2018
- Auszeichnung als Bester Film
- Auszeichnung  für die Beste Kamera (Alfonso Cuarón)

National Board of Review Awards 2018
- Aufnahme in die Top Ten Filme[67]

New York Film Critics Circle Awards 2018
- Auszeichnung als Bester Film
- Auszeichnung für die Beste Regie (Alfonso Cuarón)
- Auszeichnung für die Beste Kamera (Alfonso Cuarón)

Oscarverleihung 2019

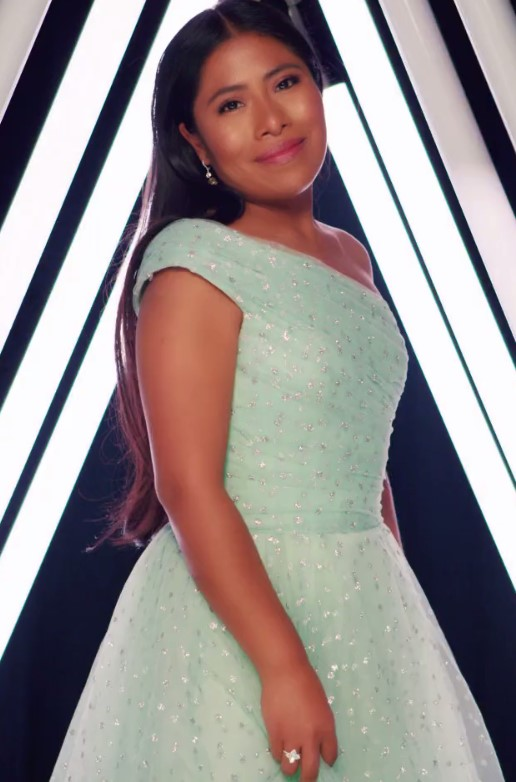
Hauptdarstellerin Yalitza Aparicio bei der Oscarverleihung 2019

- Nominierung als Bester Film (Nicolás Celis, Alfonso Cuarón, Gabriela Rodríguez)
- Auszeichnung für die Beste Regie (Alfonso Cuarón)
- Nominierung für die Beste Hauptdarstellerin (Yalitza Aparicio)
- Nominierung als Beste Nebendarstellerin (Marina de Tavira)
- Nominierung für das Beste Originaldrehbuch (Alfonso Cuarón)
- Nominierung für das Beste Szenenbild
- Auszeichnung für die Beste Kamera (Alfonso Cuarón)
- Nominierung für den Besten Ton (Sergio Diaz, Skip Lievsay)
- Nominierung für den Besten Tonschnitt
- Auszeichnung als Bester fremdsprachiger Film (Alfonso Cuarón)

Producers Guild of America Awards 2019
- Nominierung als Bester Film (Alfonso Cuarón und Gabriela Rodríguez)[68]

Satellite Awards 2018
- Auszeichnung als Bester internationaler Film
- Auszeichnung für das Beste Originaldrehbuch (Alfonso Cuarón)
- Auszeichnung für die Beste Regie (Alfonso Cuarón)
- Nominierung für die Beste Kamera (Alfonso Cuarón)
- Auszeichnung für den Besten Filmschnitt (Alfonso Cuarón)
- Nominierung in der Kategorie Art Direction and Production Design
- Nominierung als Beste Filmschauspielerin (Yalitza Aparicio)

Toronto International Film Festival 2018
- Second runner-up beim People’s Choice Award (Alfonso Cuarón)

Writers Guild of America Awards 2019
- Nominierung für das Beste Originaldrehbuch (Alfonso Cuarón)[69]